# Љубгојна
Љубгојна (словен. Ljubgojna) је насељено место у општини Хорјул, Средњесловенска регија, Словенија.

## Историја
До територијалне реорганизације у Словенији била је у саставу града Љубљане, односно старе општине Вич–Рудник.

## Становништво
У попису становништва из 2011. године, Љубгојна је имала 161 становника.
| Број становника према пописима | Број становника према пописима | Број становника према пописима |
| ------------------------------ | ------------------------------ | ------------------------------ |
| 1991                           | 2002                           | 2011                           |
| 130                            | 145                            | 161                            |